# 황현정 (배우)
황현정(2004년 10월 21일 ~)은 대한민국의 배우이다.

## 학력
- 과천여자고등학교
- 세종대학교 (재학)

## 출연작품
드라마
- 2018년 KBS 《옥란면옥》 - 어린 옥란 역
- 2019년 MBC 《신입사관 구해령》 - 앳된 신부 역
- 2019년 MBC 《어쩌다 발견한 하루》 - 단역
- 2020년 tvN 《블랙독》 - 단역
- 2020년 SBS 《아무도 모른다》 - 황현정 역
- 2022년 Netflix 《소년심판》 - 한예은 역
- 2023년 tvN 《이로운 사기》 - 이로움 역 (천우희  아역)
- 2024년 JTBC 《놀아주는 여자》 - 채승희 역

광고
•2017  중학독서평설 8월호 표지모델
•2018  미래엔학습지 탐깨비 tv cf
•2019   르노삼성자동차 SM6
•2019  GC녹십자 지씨플루 
•2019  LG건강관리가전 트롬스타일러 
•2019  신사고학습지 쎈수학 
•2020  학교폭력예방 공익광고 
•2020  헌혈 공익광고 
•2020   아모레퍼시픽 에스트라화장품 아토베리어365크림 
•2020  경기도재난PR캠페인 공익광고 
•2020  FIFA 모바일게임 
•2021  우리금융그룹광고
•2022  삼진제약 안정액 전매체광고